# Шестиугольник Лемуана

Показан шестиугольник Лемуана, вписанный в первую окружность Лемуана, как связный самопересекающийся шестиугольник

Шестиугольник Лемуана  представляет собой шестиугольник, около которого можно описать окружность. Его вершинами являются шесть точек пересечениями сторон треугольника с тремя линиями, которые параллельны сторонам и которые проходят через его точку Лемуана. В любом треугольнике шестиугольник Лемуана находится внутри треугольника с тремя парами вершин, лежащих попарно на каждой стороне треугольника.
В геометрии (первый) шестиугольник Лемуана представляет собой шестиугольник, около которого можно описать окружность.  Его вершинами являются шесть точек пересечениями сторон треугольника с тремя линиями, которые параллельны сторонам и которые проходят через его точку Лемуана. В любом треугольнике шестиугольник Лемуана находится внутри треугольника с тремя парами вершин, лежащих попарно на каждой стороне треугольника. Есть два определения шестиугольника, которые различаются в зависимости от порядка, в котором соединены вершины.

## Площадь и периметр
Шестиугольник Лемуана можно сделать определенные двумя способами, сначала как простой шестиугольник с вершинами в точках пересечения, как определено ранее. Второй способ представляет собой самопересекающийся шестиугольник с линиями, проходящими через точку Лемуана в виде трех ребер, а три других ребра соединяют пары смежных вершин.
Для простого самонепересекающегося шестиугольника, построенного внутри треугольника, с длинами сторон {\displaystyle a,b,c} и площадью  {\displaystyle \Delta } периметр задается в виде:
{\displaystyle p={\frac {a^{3}+b^{3}+c^{3}+3abc}{a^{2}+b^{2}+c^{2}}}},
а площадь задается в виде:
{\displaystyle S={\frac {a^{4}+b^{4}+c^{4}+a^{2}b^{2}+b^{2}c^{2}+c^{2}a^{2}}{\left(a^{2}+b^{2}+c^{2}\right)^{2}}}\Delta }
Для простого самопересекающегося шестиугольника, построенного внутри треугольника, периметр задается в виде:
{\displaystyle p={\frac {\left(a+b+c\right)\left(ab+bc+ca\right)}{a^{2}+b^{2}+c^{2}}}},
а площадь задается в виде:
{\displaystyle S={\frac {a^{2}b^{2}+b^{2}c^{2}+c^{2}a^{2}}{\left(a^{2}+b^{2}+c^{2}\right)^{2}}}\Delta }.

## Описанная окружностьшестиугольника Лемуана
В геометрии пять точек определяют коническое сечение, так что произвольные наборы из шести точек, в общем случае вообще не лежат на коническоом сечении, не говоря уже о круге. Тем не менее, шестиугольника Лемуана (либо с порядком подключения) является вписанным в окружность шестиугольником, а это означает, что все его вершины лежат на одной окружности. Окружность шестиугольника Lemoine известна как  "первая окружность  Лемуана" .

## Второйшестиугольник Лемуана
Второй  шестиугольник Лемуана представляет собой шестиугольник, около которого можно описать окружность. Его вершинами являются шесть точек пересечениями сторон треугольника с тремя линиями, которые антипараллельны сторонам и которые проходят через его точку Лемуана.

## Внешние ссылки
- Weisstein, Eric W. Lemoine Hexagon (англ.) на сайте Wolfram MathWorld.